# سفت‌کنه هوگسترال
ایکسودس هوگسترالی (نام علمی: Ixodes hoogstraali) نام یک گونه از راسته کنه است.